# Francisco Gallinal
Francisco Gustavo Aparicio Gallinal Nieto (Montevideo, 10 de mayo de 1957) es un abogado y político uruguayo. Senador de la República entre 2000 y 2015 y miembro del sector Correntada Wilsonista del Partido Nacional.

## Biografía
Gallinal nació en Montevideo el 10 de mayo del año 1957. Sus padres fueron Francisco Gallinal Artagaveytia y María Renée Nieto Pirán. Por línea paterna, es pariente y descendiente de políticos. Sus abuelos paternos fueron Elena Nicanora Artagaveytia Arocena y Gustavo Gallinal Carabajal, la primera fue sobrina del magnate Ramón Fermín Artagaveytia Gómez -uno de los tres uruguayos que falleceron tras el hundimiento del RMS Titanic en 1912- y doble prima y a la vez sobrina segunda de los hermanos Alejo Gregorio y Amalia Victoria Arocena Artagaveytia, abuelo materno del expresidente Juan María Bordaberry y abuela paterna del abogado Alberto Zumarán, respectivamente; y el segundo fue sobrino del médico y estanciero Alejandro Gallinal.
Se graduó como de doctor en Derecho en la Universidad de la República. Comenzó a militar en el Partido Nacional en 1978, durante el gobierno cívico-militar. En las elecciones nacionales de 1984 fue candidato a diputado por el sector Por la Patria.
El 19 de julio de 1990 fue designado por el Poder Ejecutivo para ocupar el cargo de Subdirector General del Ministerio de Educación y Cultura, cargo que desempeñó hasta el 17 de agosto de 1992. El 18 de agosto fue designado para ocupar el cargo de Subdirector General del Ministerio de Salud Pública, cargo que desempeñó hasta el 1 de marzo de 1995.
El 27 de septiembre de 1995 asumió como miembro del directorio de ANTEL. En 1999 fue elegido diputado por el departamento de Lavalleja y el 12 de julio de 2000 asumió como senador de la República.
En 2002 fundó el sector Correntada Wilsonista que, en primera instancia, presentó su precandidatura a la Presidencia de la República pero, más tarde, decidió acompañar la candidatura de Jorge Larrañaga. Fue reelecto como senador en las elecciones de 2004 y asumió como tal el 15 de febrero de 2005.
En 2008 Correntada Wilsonista decidió apoyar la precandidatura presidencial de Luis Alberto Lacalle. Junto al Herrerismo y a otros sectores conformaron Unidad Nacional de cara a las elecciones internas de 2009. En las elecciones nacionales, Gallinal fue el segundo candidato al Senado por la lista oficial de Unidad Nacional, resultado electo nuevamente para el período 2010-2015.
En octubre de 2010 Gallinal fue el miembro informante del senado para la reglamentación del habeas corpus, institución jurídica introducida en la Constitución de 1918.
Fue considerado como uno de los posibles precandidatos blancos para las elecciones de 2014; finalmente apoyó a Jorge Larrañaga, lo que le valió el quinto lugar en la lista de candidatos al Senado para las elecciones parlamentarias de octubre de ese año.
Pertenece a una familia con varios miembros del partido Nacional. Es nieto de Gustavo Gallinal, integrante del Consejo Nacional de Administración entre el 1 de marzo de 1931 y el 31 de marzo de 1933, ministro de Industria y Agricultura, senador y diputado en varias oportunidades, fallecido el 23 de diciembre de 1951. Sus padres fueron María Renée Nieto Pirán y Francisco Gallinal Artagaveytia.
Está casado con Gabriela Vepo Durán y  tiene dos hijos, Francisco y María.